# Separație de culoare
Separația de culoare intervine când se pregătește un document pentru film sau plăci tipografice pentru a fi tipărit: la final, acesta va fi descompus în mai multe plane de culoare: CMYK sau/și culori de tip Pantone (culori prelucrate).

## Detalii
Cel mai utilizat program pentru realizarea documentelor ce urmează a fi tipărite este Corel Draw. Are setări speciale pentru separații, supraimprimare, montaj electronic etc. 
Monitoarele sunt aparatele ce decodifică semnalul electric și generează culorile RGB (Red, Green, Blue – roșu, verde, albastru) prin suprapunere de lumină. Când nu există nici un fel de lumină este generată culoarea neagră, când intensitatea prin cele trei canale este maximă, se obține culoarea albă.
Teoretic s-ar putea tipări și folosind direct spațiul de culori RGB, însă datorită imperfecțiunii hârtiei, cernelii și a mașinilor de tipar, se folosește spațiul CMYK (Cyan, Magenta, Yellow, blacK), urmând ca negrul, care se tipărește la sfârșit de procedură, să acopere aceste imperfecțiuni. 
La o lucrare pretențioasă este indicat ca imaginile, textele și obiectele colorate să fie combinate atent, mai ales când se lucrează cu culori Pantone, pentru ca la sfârșit să nu rezulte amestecaturi nedorite de culoare. 
Funcția de overprint este suprapunerea la tipar a două culori diferite, culoarea de deasupra (ultimă) acoperind total culoarea de dedesubt (anterioară). În exemplul din imagine, avem de tipărit într-un document un cerc magenta și deasupra un text negru. Dacă activăm opțiunea Overprint la culoarea neagră, atunci cercul va putea rămâne întreg și nu va mai fi nevoie să fie mai înainte decupat în locurile unde urmează a fi tipărit textul negru.
La imprimare se setează opțiunea print to file, se creează un fișier de tip postscript (PS) cu separație de culoare, care apoi se "distilează" cu programul Adobe Acrobat Distiller, pentru a obține un fișier în formatul PDF. Acesta poate fi vizualizat cu Adobe Reader.